# بازی‌های آسیایی ۱۹۷۸
بازی‌های آسیایی ۱۹۷۸ (به تایلندی: ۲۵۲۱ เอเชียนเกมส์) هشتمین دوره بازی‌های آسیایی بود که از ۹ تا ۲۰ دسامبر سال ۱۹۷۸ در بانکوک، تایلند برگزار شد. در ابتدا، شهر سنگاپور، شهر میزبان بود، اما سنگاپور به دلیل مشکلات مالی خود، از میزبانی بازی‌ها کنار کشید. سپس اسلام‌آباد، پایتخت پاکستان تصمیم به میزبانی بازی‌های دوره هشتم گرفت. اما اسلام‌آباد نیز به دلیل درگیری با بنگلادش و هند از میزبانی بازی‌های آسیایی استعفا داد. پس از این وقایع، تایلند پیشنهاد کمک کرد و آسیاد VIII را در بانکوک میزبانی کرد.
این مسابقات با حضور ۳٬۸۴۲ ورزشکار از ۲۵ کشور آسیایی در ۱۹ رشته ورزشی انجام شد. برخلاف بازیهای آسیایی ۱۹۷۴ تهران از این دوره بازی‌ها، در جبهه سیاسی، اسرائیل از شرکت در مسابقات آسیایی انصراف داد. همچنین ایران، در این دوره از بازی‌ها به علت وقایع مربوط به شورش های خیابانی سال ۱۳۵۷، غایب بود. رشته‌های ورزشی تیراندازی با کمان و بولینگ برای بار نخست در بازی‌های آسیایی شرکت کردند.

## انتخاب میزبان
کاندیداها:
1. فوکوئوکا-امپراتوری ژاپن
2. سنگاپور
3. اسلام‌آباد-پاکستان
4. بانکوک-تایلند {برای سومین بار}

## ورزش‌ها
| - تیراندازی با کمان(۴) - دو و میدانی(۳۹) - بدمینتون(۷) - بسکتبال(۲) - بولینگ(۱۰) - بوکس(۱۱) - دوچرخه‌سواری(۶) | - شمشیربازی(۴) - هاکی روی چمن(۱) - فوتبال(۱) - ژیمناستیک(۱۴) - قایقرانی بادبانی(۴) - تیراندازی(۲۲) - شنا(۲۹) | - تنیس روی میز(۷) - تنیس(۷) - والیبال(۲) - واترپلو(۱) - وزنه‌برداری(۱۰) - کشتی(۱۰) |  |

## کشورهای شرکت‌کننده
۲۵ کشور از ۳۲ کشور کمیته المپیک آسیا در بازی‌های آسیایی ۱۹۷۸ شرکت کرده‌اند. ایران به دلیل مشکلات داخلی ناشی از انقلاب فقط مسئولان ورزشی‌اش را اعزام کرده بود و در بخش رقابتی هیچ ورزشکاری را نفرستاده بود.
| - ایران کناره گیری - بحرین - بنگلادش - میانمار - چین (۴۰۸) - هنگ کنگ - هند - اندونزی - عراق - ژاپن (۴۶۰) | - کویت - لبنان (۳) - مالزی - مغولستان - نپال - کره شمالی - پاکستان - فیلیپین - قطر | - عربستان سعودی - سنگاپور (۷۸) - کره جنوبی - سری‌لانکا - سوریه - تایلند - امارات متحده عربی |

## جدول مدال‌ها
*   کشور میزبان (تایلند)
| رتبه            | کشور            | طلا | نقره | برنز | مجموع |
| --------------- | --------------- | --- | ---- | ---- | ----- |
| ۱               | ژاپن (JPN)      | ۷۰  | ۵۹   | ۴۹   | ۱۷۸   |
| ۲               | چین (CHN)       | ۵۱  | ۵۴   | ۴۶   | ۱۵۱   |
| ۳               | کره جنوبی (KOR) | ۱۸  | ۲۰   | ۳۱   | ۶۹    |
| ۴               | کره شمالی (PRK) | ۱۵  | ۱۳   | ۱۵   | ۴۳    |
| ۵               | تایلند (THA)*   | ۱۱  | ۱۲   | ۱۹   | ۴۲    |
| ۶               | هند (IND)       | ۱۱  | ۱۱   | ۶    | ۲۸    |
| ۷               | اندونزی (INA)   | ۸   | ۷    | ۱۸   | ۳۳    |
| ۸               | پاکستان (PAK)   | ۴   | ۴    | ۹    | ۱۷    |
| ۹               | فیلیپین (PHI)   | ۴   | ۴    | ۶    | ۱۴    |
| ۱۰              | عراق (IRQ)      | ۲   | ۴    | ۶    | ۱۲    |
| ۱۱              | سنگاپور (SGP)   | ۲   | ۱    | ۴    | ۷     |
| ۱۲              | مالزی (MAS)     | ۲   | ۱    | ۳    | ۶     |
| ۱۳              | مغولستان (MGL)  | ۱   | ۳    | ۵    | ۹     |
| ۱۴              | لبنان (LBN)     | ۱   | ۱    | ۰    | ۲     |
| ۱۵              | سوریه (SYR)     | ۱   | ۰    | ۰    | ۱     |
| ۱۶              | میانمار (BIR)   | ۰   | ۳    | ۳    | ۶     |
| ۱۷              | هنگ کنگ (HKG)   | ۰   | ۲    | ۳    | ۵     |
| ۱۸              | سری‌لانکا (SRI)  | ۰   | ۰    | ۲    | ۲     |
| ۱۹              | کویت (KUW)      | ۰   | ۰    | ۱    | ۱     |
| مجموع (۱۹ کشور) | مجموع (۱۹ کشور) | ۲۰۱ | ۱۹۹  | ۲۲۶  | ۶۲۶   |